# Aubert Mukendi
Pour les articles homonymes, voir Mukendi.
 (novembre 2014).
Si vous disposez d'ouvrages ou d'articles de référence ou si vous connaissez des sites web de qualité traitant du thème abordé ici, merci de compléter l'article en donnant les références utiles à sa vérifiabilité et en les liant à la section « Notes et références ».
Aubert Ntite Kizito Mukendi est un homme politique du Congo-Kinshasa né le 1er décembre 1935 à Mikalayi et mort le 26 mars 2016 à Antony.

## Biographie
Né en 1935 à Mikalayi, dans la province de Lusambo (Kasaï) au Congo-Belge, Ntite Mukendi Mampaka Aubert Kizito est le fils de François Kanyinda Kaana Kaa Mbuji et de Cecilia Masengu Tshinguta.
Remarqué très tôt par les pères bénédictins, il fréquente l’école Saint Boniface d’Elisabethville (actuel Lubumbashi) et obtient en 1954 le diplôme de fin d’études secondaires cycle long.
Ayant un temps envisagé d’épouser la vie monacale, il commence une formation d’assistant médical à l’institut FOMULAC de Kalenda,  avant d’être envoyé dans la toute nouvelle université Lovanium, à Léopoldville (actuel Kinshasa). Il y obtient en 1958 son diplôme de candidature en sciences puis  est envoyé en Belgique, à l’université catholique de Louvain, pour y poursuivre les deux années suivantes de licence. En 1959, il  abandonne l’Université de Louvain pour s’inscrire à celle de Liège en mathématiques et astrophysique. Il y réussit brillamment sa première année de licence.  Pendant cette période, différents mouvements politiques réclament l’indépendance du Congo. C’est dans ce cadre, qu’il est amené à rencontrer différents hommes politiques, dont Patrice Emery Lumumba, qui participaient à la table ronde de Bruxelles, initiée par la Belgique en vue d’aboutir à l’indépendance du pays (20 janvier – 20 février et 26 avril – 16 mai 1960).
Appelé par la toute jeune république du Congo, qui vient d’obtenir son indépendance en 1960, il devient en septembre Commissaire Général (équivalent de Ministre) aux Transports et Communications, aux Travaux Publics et aux Postes et Télécommunications.
Il quitte ses fonctions en février 1961, en signe de protestation à la suite de l’assassinat de Patrice Lumumba. Il retourne alors en Belgique, où il termine ses études et obtient en novembre 1961, son diplôme de L’Université de Liège. Il devient alors le  premier congolais diplômé de cette université et le premier congolais licencié en sciences (mathématiques et astrophysique).
Le 21 avril 1961, il se marie avec Joséphine Aline Schiltz, dont il aura 4 enfants Francis Jean Kanyinda Mukendi (1962), Cécile Anne Masengu Mukendi (1963), Agnès Monique Kanyeba Mukendi (1965) et Joëlle Alice Yowa Mukendi (1971)
En 1961 , naît sa fille Madeleine  Kamwanya Mukendi qu’il eut avec Ngomba Musuamba.
De 1961 à 1962, il devient assistant à la faculté des Sciences de l'Université Lovanium de Kinshasa avant de devenir Administrateur Directeur Général d'Air Congo, qu’il avait créé en 1961, alors qu’il était encore Commissaire des transports et des communications. Cette compagnie d’aviation devait remplacer la Sabena, alors gérée par les Belges. Il œuvre pour que le personnel devienne majoritairement congolais, conduisant ainsi à l’émergence d’une classe de pilotes d’avion et de personnel volant congolais.
À la suite des troubles qui secouent le pays, et ayant émis des réticences sur l’emploi de mercenaires sud-africains dans la répression qui s’ensuit, il est arrêté le 1er décembre 1964, et retenu à la prison de Ndolo pendant plus de trois mois. Il est libéré en mars 1965.
En 1966, il est nommé Administrateur de la Gecamine (Générale des Carrières et des Mines), et de l'Université Officielle du Congo à Lubumbashi. Opposant de la première heure au régime dictatorial de Mobutu Sese Seko, il est contraint à l’exil en juillet 1968 et il s’installe en France avec sa famille.
En 1969, il publie son livre « Enterrons les zombies » à titre d’auteur. Ce premier ouvrage, analyse critique du régime politique de son pays, donne lieu à une plainte pour diffamation de la part du Président Joseph Mobutu, de son premier ministre Bomboko et de son ministre de l’intérieur Nendeka, auprès du parquet de Paris. La justice française le condamne alors à verser 1 franc symbolique de dommages et intérêts à chacun des plaignants, ainsi que 500 francs d’amende pour frais de justice au trésor français. Tous les livres en stock sont saisis par la police française.
En 1970, et durant dix années, il devient le représentant en Europe du PRP (Parti de la Révolution Populaire), parti fondé par Laurent-Désiré Kabila. En parallèle, il exerce la fonction de professeur de mathématiques et physique-chimie au Cours Bautain et au Collège Libre de Juilly (France). Durant cette période, il est aussi membre de la Société Africaine de Culture, collaborateur à Présence Africaine et Vice-Président du Bureau International Catholique de l'Enfance.
En 1975, il publie « La Grammaire Objective du Ciluba Scientifique » (Présence Africaine), fruit de ses recherches visant à faciliter « l’assimilation et l’intégration des connaissances scientifiques dans l’acquis culturel de son peuple », et devient le premier intellectuel africain à publier une analyse structurée d’une langue bantoue.
Rentré au Congo – alors Zaïre – en 1981, il fonde avec d’autres opposants, dont Etienne Tshisekedi, l’Union pour la Démocratie et le Progrès Social (UDPS). En 1983 il crée l’IPESS (l’Institut Pour les Études Scientifique supérieures), école d’enseignement secondaire. En 1991-92, il collabore à la réalisation du film documentaire de Thierry Michel «Zaïre,  Le cycle du Serpent » dans lequel il expose sa vision de la situation passée, actuelle et à venir du Zaïre. 
Après plus de dix années de lutte dans l’opposition, ponctuées de multiples séjours en prison pour atteinte à la sureté de l’État, il rentre en France en 1992 pour raisons de santé.
En décembre 1996, Laurent-Désiré Kabila lui demande de le rejoindre à Goma, capitale provisoire de l’insurrection pour participer son gouvernement provisoire en qualité de Commissaire Général aux Transports. Il participe à la marche triomphale de l’AFDL (Alliance des Forces Démocratiques pour la Libération), vers Kinshasa et devient le premier Directeur de Cabinet du nouveau Président.
En 1999, il participe pour la seconde fois à un documentaire du réalisateur-journaliste belge Thierry Michel, « Mobutu, roi du Zaïre ».
De retour en France cette même année, il poursuit sa mission d’éducation des jeunes générations à la philosophie et aux traditions communes à tous les peuples bantous, en publiant divers ouvrages  tels que des contes, articles, discours, et conférences :  
- Juillet 2005 Publication de « Conte du roi souverain Léopold II Le géant qui hante notre Congo » chez Le publieur
- Décembre 2007 Publication de « Les mythes fondateurs de la culture Luba ou les trois Dialabala » chez L’écritoire du publieur
- Mai 2013 Publication du Tome 2 de Fondation la naissance du peuple Luba chez Presses INC
- Septembre 2011 Publication du Tome 1 de Fondation la naissance du peuple Luba chez L’éditeur

Le 26 mars 2016, il meurt à Antony, en France, et est enterré à la Nécropole de Kinshasa (RDC)

## Œuvres
Œuvres :
Recherches linguistiques
- La Grammaire objective du Ciluba scientifique, Présence Africaine, 1975,

Contes et fables :
- La belle histoire de Raïssa - 1998 ; publié
- Dans le pays de Sidonie - 1996 ; publié
- La princesse Meeme - 1998 ; publié
- Le conte du bois sacré - 1999 ; publié
- La bonne blague - 1996 ; publié

Politique :
- La bonne blague ou les merveilleuses aventures de Kapiteyne au ponant de l'Océan du Ponant et au pays de l'éternel présent, berceau de l'humanité. (période pré-coloniale)
- Conte du roi souverain Léopold II, le géant qui hante notre Congo - 1995 ; publié
- Enterrons les zombies : Essai de remise en question de la politique nationale - 1969 ; publié
- L'esclavage doré de la chèvre qui mangeait des pierres ou l'acquisition du pouvoir  - 1992 ; publié

Civilisation Luba :
- Fondation. Tome I : Ina-a-Mbanza Bulanda et la révolte contre l'ordre établi ; publié
- Fondation. Tome II : Ilunga-Mbidi et la conquête militaire du pouvoir ; publié
- Fondation. Tome III : Mulopo Kalaala-Ilunga, Nkuba Luandangana ou l'explosion impériale
- Les mythes Fondateurs de la culture Luba ou les trois Dialabala - 2009; publié

Textes divers :
- Recueil de conférences de 1970 à 2007 - 2021 ; publié

Filmographie
Participation à la préparation et réalisation des films du cinéaste belge Thierry Michel :
- "Le cycle du Serpent" (1991) ;
- "Nostalgie coloniale" (1992) ;
- "Mobutu : roi du Zaïre" (1998).